# Johann Samuel Ludwig Halle
Johann Samuel Ludwig Halle (* 1763 in Berlin; † 20. März 1829 ebenda) war ein deutscher Kupferstecher.

## Leben und Werk
Johann Samuel Ludwig Halle war der Sohn des preußischen Historikers Johann Samuel Halle. Er studierte 1779/80 an der Akademie der Künste in Berlin und war danach als Kupferstecher tätig. Er stach überwiegend Porträts nach Vorlagen anderer Künstler wie Georg Friedrich Schmidt, Bernhard Rode, Johann David Schubert und Daniel Chodowiecki und fertigte gelegentlich auch Vignetten für Bücher und Entwürfe für Münzen. Er beherrschte verschiedene Techniken des Kupferstechens wie Ätzen, Punktieren und Stechen. 1796/97 stellte er bei der Akademie der Künste aus.
1783 lieferte er zusammen mit Johann Friedrich Schleuen und Ludwig Schmidt (1753–1828) die Kupferstiche für das Werk „Versuch einer vollständigen Geschichte vorzüglicher Holzarten...“
1787–1813 stach er für die von seinem Schwager Johann Georg Krünitz herausgegebene „Oeconomische Encyclopädie“ fast alle Bildnisse der „Bandpaten“ der Bände 39 bis 122 sowie zahlreiche Tafeln.
1788–1789 fertigte er zusammen mit Louis Serrurier die Kupferstiche für das Werk „Neue Abtheilung Mathematischer Werkzeuge“.

Werkbeispiele
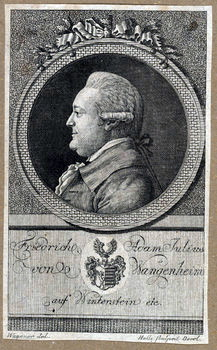
Porträt des Dendrologen Friedrich Adam Julius von Wangenheim, nach einer Zeichnung von Friedrich Erhard Wagner, 1787
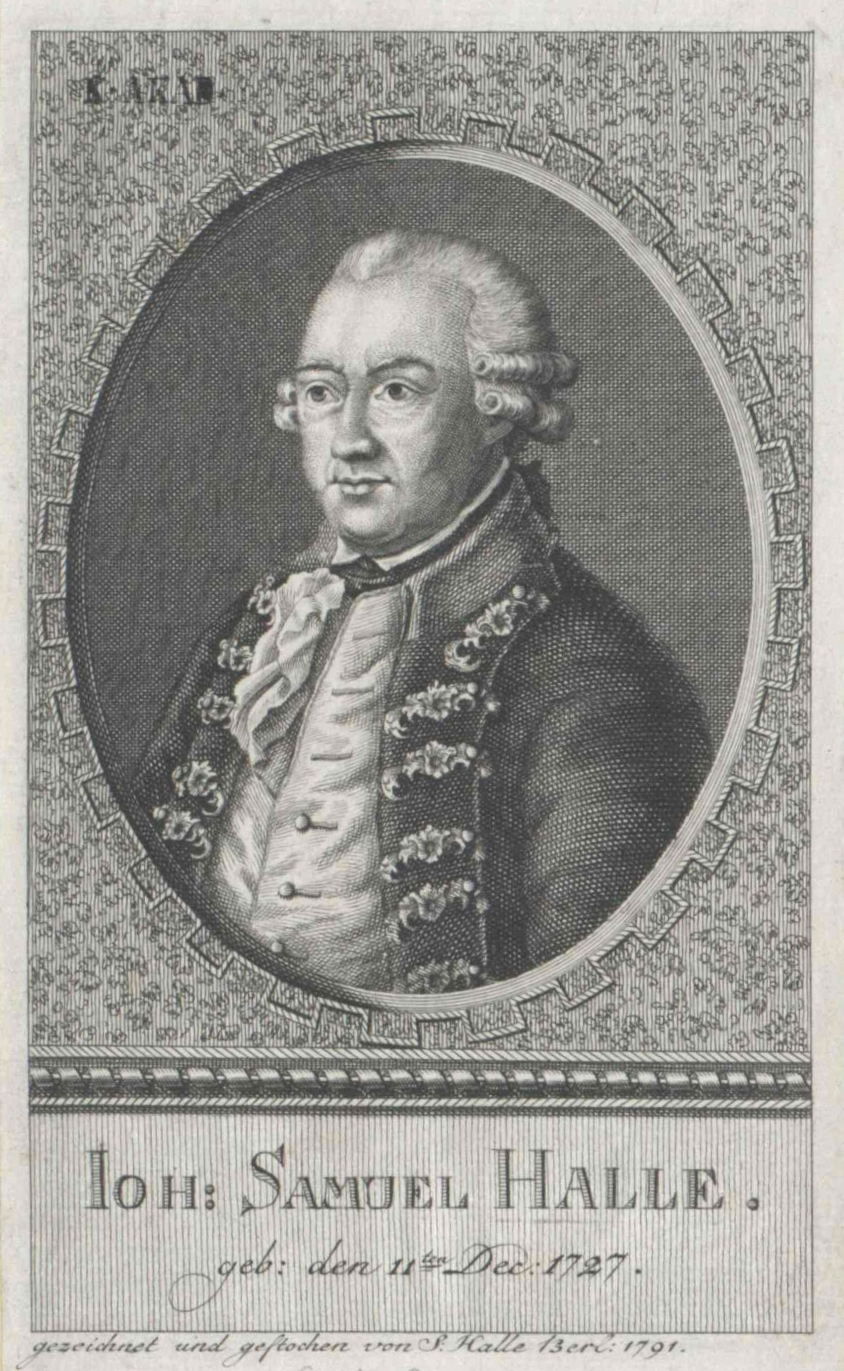
Porträt von Johann Samuel Halle, gezeichnet und gestochen von Johann Samuel Ludwig Halle, 1791
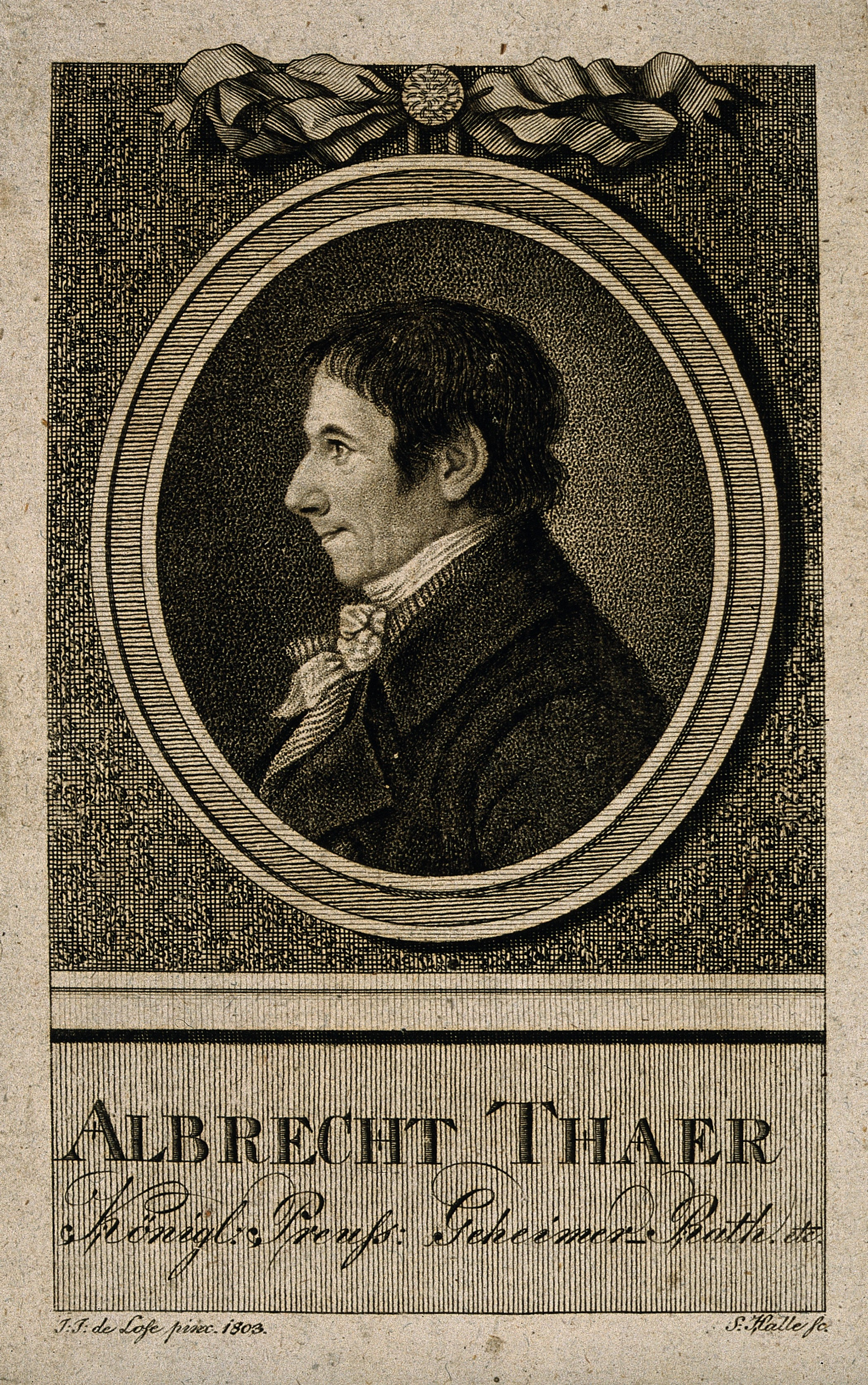
Albrecht Daniel Thaer, nach J. J. de Lope, 1803